# Letališče Edvarda Rusjana Maribor
Letališče Edvarda Rusjana Maribor (IATA: MBX, ICAO: LJMB) je drugo največje mednarodno letališče v Sloveniji in je poleg Ljubljanskega letališča in Cerkljanskega edino primerno za mednarodni komercialni letalski promet ter opremljeno z ILS. Na tej lokaciji je letališče od leta 1953 imenovano Skoke za športne potrebe, leta 1976 pa je bilo dograjeno za mednarodni promet. Rekordno št. potnikov je bilo 187 516 leta 1978. Ima dve vzporedni stezi: eno asfaltno dolgo 2500 metrov in drugo krajšo travnato dolgo 1200 metrov. Nahaja se v občini Hoče-Slivnica, 10 kilometrov južno od Maribora. Leta 2008 so letališče poimenovali po Edvardu Rusjanu, pionirju slovenskega letalstva. Na letališču deluje tudi najstarejši slovenski letalski klub Letalski center Maribor, ustanovljen leta 1927.

## Zgodovina

### Izgradnja športnega letališča Skoke 1953
Leta 1953 je letalski klub zgradil na sedanji lokaciji nadomestno travnato letališče Skoke za potrebe Letalskega centra Maribor, ker je bilo prejšnje klubsko letališče Maribor Tezno prenevarno za letenje. V času 1953 do 1976, ko je delovalo samo travnato letališče, se je na tej lokaciji izšolalo preko 1000 pilotov.

### Izgradnja mednarodnega letališča 1976
Z željo Štajerske regije po večji povezanosti s svetom, se je leta 1976 dokončno izgradilo letališče za mednarodni promet na isti lokaciji in ima v tej podobi še danes dve steze: travnato in asfaltno. Letališče so za komercialni promet odprli maja 1976. 
V času Jugoslavije je bil glavni prevoznik JAT, ki je letel večinoma v Beograd in na obalo Jadrana. Leta 1978 je bilo rekordno število potnikov, kar 187.516 potnikov. Pred letom 1990 številka prepeljanih potnikov ni nobeno leto padla pod 50.000 letno, v povprečju pa je letno bilo prepeljanih 85.000 potnikov v letih 1976-1990.

### Osamosvojitev 1991
Po osamosvojitvi Slovenije leta 1991 številka prepeljanih potnikov ni presegla 25.390. Izguba Jugoslovanskega trga in potreb po letih nekdanjo v prestolnico se je izrazito kazala kot znižanje prometa. 

### Obnova letališča in preimenovanje
Leta 1999 so prenovili letališko stezo, leta 2000 pa še letališko ploščad. Leta 2005 je bil obnovljen sistem za instrumentalno pristajanje ILS CAT I ter transformatorsko razdelilne postaje. Leta 2012 so odprli popolnoma nov terminal, vreden 15 milijonov evrov, ki bo omogočal prevoz 600,000 potnikov na leto. Leta 2013 je bil prenovljen še stari potniški terminal. 22. februarja 2008 se je Vlada Republike Slovenije na predlog mariborskega letališča in državljana Silva Škornika odločila, da bo Letališče Maribor tudi preimenovala. Tako so ga 15. junija 2008, ko je tam potekal velik mednarodni letalski miting, uradno preimenovali v Letališče Edvarda Rusjana Maribor. Ime nosi po pionirju slovenskega letalstva Edvardu Rusjanu.
Leta 2002 je bila družba Aerodrom Maribor d.o.o. v celoti prodana podjetju Prevent Global d.d. iz Slovenj Gradca. Prevent Global je Aerodrom Maribor d.o.o. prodal novemu lastniku, podjetju AvioFun d.o.o. iz Libelič, ki je tako postal 100% lastnik letališča.. V tem letu je bilo prepeljanih kar 15,000 potnikov, enkrat več kot leto prej. Oktobra 2014 je Delavska hranilnica d.d. odkupila večinski delež letališča. Z dokapitalizacijo skoraj enega milijona evrov Delavska hranilnica d.d. kupila 57% delež, podjetju AvioFun d.o.o. pa je ostal 43% delež. Od 9. junija 2015 je Delavska hranilnica d.d., potem ko je odkupila še preostali 43% delež od podjetja AvioFun d.o.o., postala edina ter s tem 100% lastnica Aerodroma Maribor d.o.o., ki upravlja z mariborskim letališčem.
Leta 2003 je postalo matično letališče družbe Slovenian Spirit, ki je ponujala redne lete v Pariz in Salzburg, prav tako pa veliko čarterskih letov v obalna mesta. Med leti 2005 in 2009 je bilo matično letališče slovenski letalski družbi Aurora Airlines, ki je na vrhuncu imela 4 letala McDonnell Douglas MD-82/83. Eno izmed letal McDonnell Douglas MD-82 z registrsko oznako S5-ACC je za namen razstavnega eksponata odkupil Letalski center Maribor: Letališka cesta 30, Miklavž na Dravskem polju in je parkirano na šporni strani letališča Maribor ter je na voljo za ogled obiskovalcem. Aurora je letela redne lete v Prištino, Nemčijo in Italijo. Od 5. junija 2007 do 27. marca 2008 so na letališču pristajala letala nizkocenovne letalske družbe Ryanair, ki so ob torkih, četrtkih in sobotah letela v London-Stansted in nazaj. Leta 2012 je družba Express Airways ustanovila letalsko šolo na letališču, uporabljali so letalo Tecnam P2006T. Od 1. junija 2015 je bila vzpostavljena povezava London-Southend ter avtobusna povezava z glavno avtobusno postajo v Mariboru (vmesna postaja v Hočah). Povezava z Londonom je trajala do konca septembra 2015. Polete je opravljala Adria Airways. V začetku avgusta 2018 je VLM Airlines Slovenia odpovedal še zadnjo redno linijo iz mariborskega letališča.

## Promet letališča
Glejte vir poizvedbe v Wikipodatkih in vire.
| Leto                              | Število potnikov | Rast ( v + ali − ) | Tovor (v tonah) |
| --------------------------------- | ---------------- | ------------------ | --------------- |
| 1976                              | 33,516           | 100%               | 43              |
| 1977                              | 88,256           | 163%               | 257             |
| 1978                              | 187,516          | 112%               | 707             |
| 1979                              | 127,000          | 32%                | 770             |
| 1980                              | 103,294          | 18%                | 857             |
| 1981                              | 103,846          | 0,5%               | 663             |
| 1982                              | 77,558           | 25%                | 516             |
| 1983                              | 76,409           | 1,5%               | 610             |
| 1984                              | 72,271           | 5,4%               | 452             |
| 1985                              | 63,074           | 13%                | 738             |
| 1986                              | 82,955           | 31%                | 1771            |
| 1987                              | 94,737           | 14%                | 1076            |
| 1988                              | 79,075           | 16%                | 542             |
| 1989                              | 51,998           | 34%                | 480             |
| 1990                              | 29,649           | 43%                | 259             |
| 1991                              | 12,660           | 57%                | 86              |
| 1992                              | 25,390           | 100%               | 351             |
| 1993                              | 18,941           | 25%                | 741             |
| 1994                              | 4,773            | 75%                | 1568            |
| 1995                              | 8,044            | 69%                | 1671            |
| 1996                              | 9,293            | 16%                | 303             |
| 1997                              | 11,064           | 19%                | 257             |
| 1998                              | 14,288           | 29%                | 333             |
| 1999                              | 11,758           | 18%                | 166             |
| 2000                              | 10,496           | 11%                | 804             |
| 2001                              | 218              | 98%                | 259             |
| 2002                              | 1,017            | 366%               | 4406            |
| 2003                              | 5,563            | 447%               | 1208            |
| 2004                              | 7,093            | 27%                | 1544            |
| 2005                              | 17,439           | 146%               | 641             |
| 2006                              | 12,415           | 29%                | 37              |
| 2007                              | 32,063           | 158%               | 20              |
| 2008                              | 17,024           | 47%                | 107             |
| 2009                              | 5,129            | 70%                | 158             |
| 2010                              | 9,000            | 80%                |                 |
| 2011                              | 6,000            | 33%                |                 |
| 2012                              | 6,500            | 8%                 |                 |
| 2013                              | 14,065           | 116%               |                 |
| 2014                              | 17,568           | 25%                |                 |
| 2015                              | 23,588           | 42%                | 183             |
| 2016                              | 6,832            | 245%               | 224             |
| 2017                              | 3,712            | 84%                | 0               |
| 2018                              | 2,887            | 29%                | 6               |
| 2019                              | 5,126            | 78%                | 70              |
| 2020                              | 3,069            | 67%                | 157             |
| 2021                              | 4,956            | 38%                |                 |
| 2022                              | 3,919            | 26%                |                 |
| Vir: Siol A.M. ExYuAviation Večer |                  |                    |                 |